# Tantaluskwelling

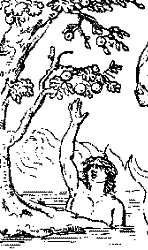
Tantalus' kwelling

Een tantaluskwelling is een kwelling waarbij het gewenste nabij is, maar onbereikbaar blijft.
De naam verwijst naar het verhaal van Tantalus. Het is een Griekse mythe waarvan verschillende versies bestaan, onder meer de volgende:
Tantalus (Τάνταλος), een zoon van Zeus en de oceanide Pluto, was ooit een favoriet van zijn vader. Hij mocht derhalve meedoen aan banketten van de goden en organiseerde die ook voor hen. Op een dag wilde hij de goden testen; hij doodde zijn eigen zoon, Pelops, met de bedoeling de goden het mensenvlees voor te zetten. De goden aten er niets van, behalve Demeter; zij at een stuk van Pelops' schouder op omdat ze, in haar verdriet om haar gekaapte dochter Persephone, niet goed oplette. 
Hierna zetten de goden uit alle stukken vlees het lichaam van Pelops weer in elkaar en Demeter verving de door haar verorberde schouder door een stuk ivoor (in een ander verhaal staat ijzer). Ze wekten Pelops weer tot leven en veroordeelden Tantalus tot een straf in de onderwereld. Tot zijn kin staand in water zou hij eeuwig dorst hebben, want zodra hij probeerde te drinken zakte het water weg en hoewel rijpe vruchten boven zijn hoofd hingen, blies de wind ze weg zodra hij er door honger gekweld een greep naar zou doen.
Tantalus stamde uit een vervloekt geslacht; er zijn nog twee mensen in de mythologie die Tantalus heten en ongelukkig aan hun einde komen.